# さめだ小判
さめだ 小判（さめだ こばん）は、日本の漫画家、原画家。茨城県出身。主に成年誌で作品を描いている。また、原画家としては、アダルトゲームブランド・エルフに外注スタッフとして参加した。無宗派である。

## 漫画作品

### 成年向け
- BEASTIE GIRLS（2007年10月、ワニマガジン社）
- 桃園学園男子寮にようこそっ! （2009年4月、ワニマガジン社）
- ピンクチェリー ぱい（2009年12月、ワニマガジン社）
- ぷるぷるみるくぷりん（2011年4月、ワニマガジン社）
- もんもんアニマルガール（2013年3月、ワニマガジン社）

### 一般向け
- スプライトシュピーゲル（原作:冲方丁、2010年4月、少年画報社「ヤングキングアワーズ」）
- さめだ小判の華麗なる生活（2011年1月、秋田書店「チャンピオンREDいちご」）
- すぽこす!（未単行本化、少年画報社「ヤングキング」）
- ちあ～ず!（未単行本化、少年画報社「ヤングキング」→「月刊ヤングキングアワーズGH」）
- 因果応報!?悪巫女さん（原作: 里好、2017年6月、KADOKAWA「デンプレコミック（電撃PlayStation付録）」）
- 異世界帰りの勇者が現代最強!（連載中、原作: 白石新、スクウェア・エニックス「マンガUP!」）

## 表紙・挿絵
- ほしからきたもの。（笹本祐一、2001年～2002年、全2巻）
- カルドセプト創伝 ストーム・ブリング・ワールド（冲方丁、2003年、全2巻）
- 世界平和は一家団欒のあとに（橋本和也、2007年～2010年、全10巻）
- もえスタ vol.12（2009年、未来少年）
- らぶチュ Vol.1（2009年、芳文社）
- 筋肉の神マッスル（佐藤ケイ、2012年、既刊2巻）
- COMIC快楽天ビースト（ワニマガジン社）
- ニートだけどハロワにいったら異世界につれてかれた（桂かすが、既刊10巻）
- 勇者のふりも楽じゃない――理由？　俺が神だから――（疲労困憊、既刊2巻）

## キャラクターデザイン・原画
- 肢体を洗う（2002年5月31日、シルキーズ）
- 新・御神楽少女探偵団（2003年12月26日、エルフ）
- 特捜天使シェルセイバー（2005年4月15日、tinkerbell）
- AVキング（2006年1月27日、エルフ）
- 愛姉妹～どっちにするの！！（2006年10月27日、シルキーズ）
- もえスタ 〜萌える東大英語塾〜 （2008年7月31日、未来少年）
- 家族計画 Re：紡ぐ糸 （2013年10月24日、サイバーフロント）
- 変態マスク 正義の味方はTバック。ってアホな！（2014年2月28日、U・Me SOFT）
- サイミンアプリ -悪夢の寝取られゲーム-（2017年7月28日、スタジオ奪）